# SimilarWeb
Similarweb – strona internetowa dostarczająca danych analitycznych, rankingów, popularności, podobieństwa i danych o stronach internetowych. Przedstawia estymowane statystyki witryn internetowych oraz aplikacji mobilnych. Przedstawia informacje o ogólnym ruchu na stronie, zachowania użytkowników, lokalizację wizyt oraz ich źródła.
Similarweb był początkowo rozszerzeniem przeglądarki wchodzącym w skład pakietu. Strona została utworzona przez powstałe w sierpniu 2007 przedsiębiorstwo SimilarGroup z Tel Awiw-Jafa. W 2013 roku została udostępniona płatna wersja strony Similarweb Pro. W sierpniu stronę odwiedziło milion unikalnych użytkowników oraz otrzymała ona 3,5 miliona dolarów wsparcia finansowego od Davida Alliance’a, Moshe’a Lichtmana i Docor International. Strona dostępna jest w trzech wersjach językowych: angielskiej, francuskiej i japońskiej.
W marcu 2024 roku firma Similarweb przejęła przedsiębiorstwo marketingowe Admetricks, aby rozszerzyć swoją ofertę analizy reklam.